# Emma Fedeli
Emma Fedeli (Bari, 27 febbraio 1917 – 1980) è stata un'attrice italiana  attiva soprattutto in teatro.

## Biografia
Ha recitato in teatro dai primi anni quaranta a tutti gli anni settanta. Figlia di una cantante lirica, si trasferì a Forlì e già nel '40 ricevette stima e apprezzamenti per il suo lavoro alla Filodrammatica di Forlì.
Successivamente si trasferì a Genova dove entrò a far parte della Compagnia del "Teatro Duse" interpretando opere dei maggiori scrittori dell'800/'900 tra cui Pirandello, Ibsen, O'Neill, Irwin Shaw, Molnar, Steinbeck e altri.
Venne selezionata nel 1946 per Miss Italia e Miss Sorriso.
Nel '54 interpretò, al Teatro Duse di Genova, "Il dente senza giudizio" di Enzo Tortora e questo spettacolo le portò la chiamata alla RAI dove partecipò a diverse trasmissioni televisive.
Emma Fedeli conobbe Armando Bandini alla fine degli anni '40 e nel 1950 si sposano collaborando poi nelle varie rappresentazioni artistiche praticamente ininterrottamente fino al 1980, anno della morte di Emma.

## Prosa televisiva (parziale)
- I corvi di Henry Becque, regia di Sandro Bolchi, trasmessa il 7 gennaio 1969.